# Der Stern von Santa Clara
Der Stern von Santa Clara ist ein deutscher Musikfilm von Werner Jacobs aus dem Jahr 1958.

## Handlung
Der sizilianische Sänger Carlo del Ponte ist in Amerika ein Star. Die Frauen umschwärmen ihn und bald will er sich auf Urlaub in sein Heimatdorf Santa Clara zu seiner Cousine Antonella zurückziehen. Er nimmt seinen Manager Freddy mit. Zudem tritt die fanatische Carlo-Anhängerin und Millionenerbin Mitzi Underhuber die Reise mit ihnen an, die Carlos Manager vorher das Reiseziel Carlos entlockt hat.
In Santa Clara auf Sizilien zeigt sich bald, dass die beiden Familienclans Tartini und del Ponte nach der vermeintlichen Ermordung des vorletzten del Ponte Pancratio darauf aus sind, nach dem Gesetz der Blutrache auch die letzten männlichen Familienmitglieder zu ermorden. Der letzte männliche del Ponte ist prompt Carlo, während auf Seiten der Tartinis noch die Brüder Tino und Matteo am Leben sind. Carlo denkt nicht daran, Tino und Matteo zu ermorden, verliebt sich jedoch in seine Cousine Antonella, die vor der Heirat die Ermordung der beiden Brüder einfordert. Die drei Männer greifen daher auf ein gestelltes Duell zurück, nach dessen Ende Tino und Matteo für drei Tage untertauchen.
Die Verlobung zwischen Carlo und Antonella wird gefeiert, doch ahnen die in Carlo verliebte Mitzi und der in Antonella verliebte Mario, dass beim Duell etwas nicht mit rechten Dingen zugegangen ist. Sie finden Tino und Matteo in einer Waldhütte und lotsen sie zurück zu Carlo, der gerade mit Antonella und seiner Tante Theresa nach Amerika abreisen will. Beide Frauen sind entsetzt, dass Carlo sich als Feigling entpuppt hat. In dem Moment kehrt der totgeglaubte Pancratio ins Dorf zurück. Er ist vor seiner dominanten Schwägerin geflohen und hat in der Fremde geheiratet, sodass er nun mit seiner Rückkehr wieder sein eigener Herr sein kann. Der Grund für die Blutrache ist nun hinfällig, der Krieg zwischen den del Pontes und den Tartinis wird beigelegt. Gemeinsam reisen Carlo, Antonella, Theresa, Freddy und Mitzi zurück nach Amerika.

## Produktion

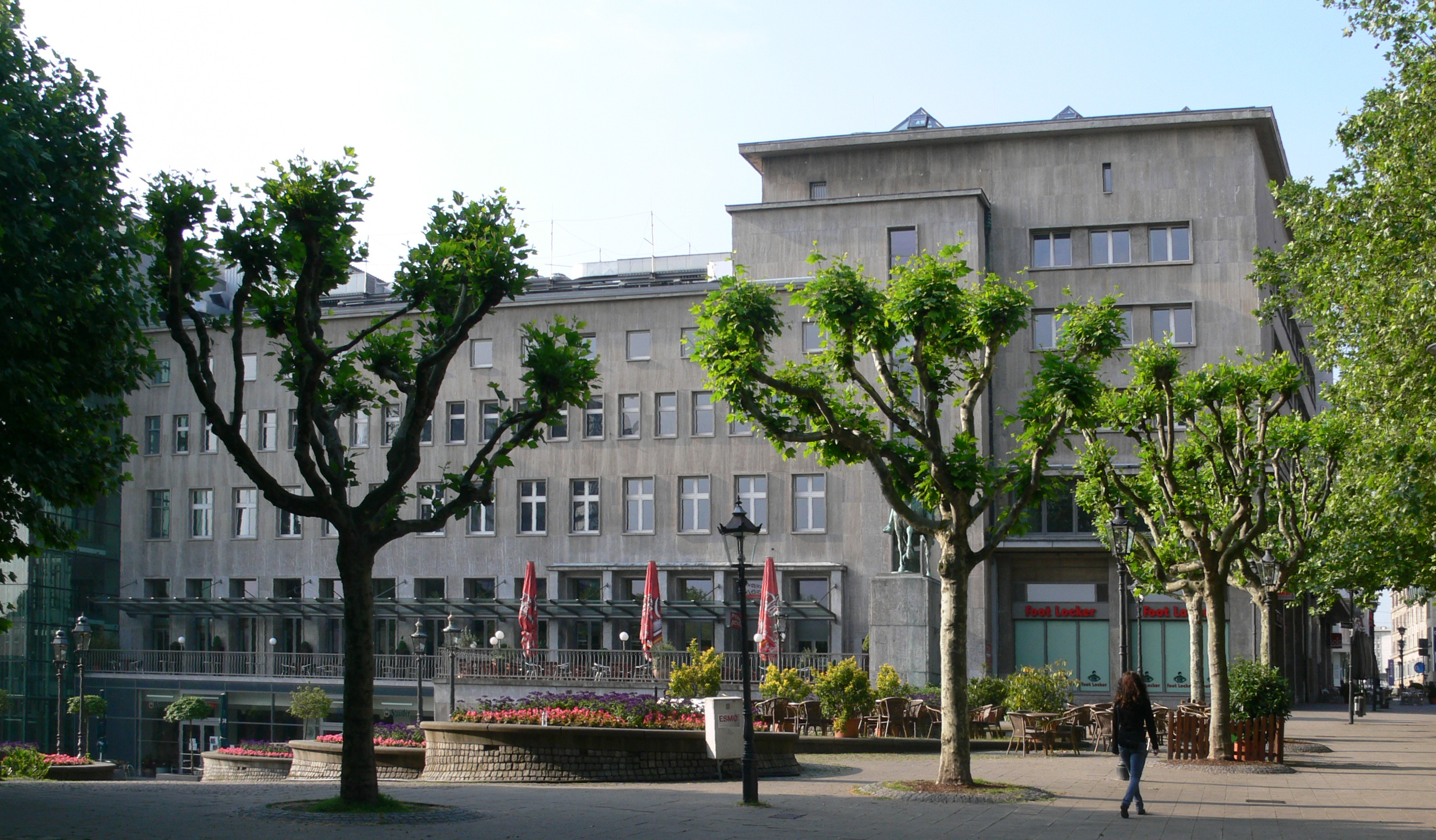
Die Lichtburg in Essen, der Premierenort des Films

Der Stern von Santa Clara wurde unter dem Arbeitstitel Der Held von Santa Clara von Juli bis August 1958 in Sorrent und den CCC-Filmstudios Berlin-Spandau gedreht. Der Film erlebte am 3. Oktober 1958 in der Essener Lichtburg seine Premiere.
Vicco Torriani singt im Film verschiedene Lieder:
- Antonella (Die Teenager von Tampico) (Musik: Erwin Halletz, Text: Hans Bradtke)
- Avanti, avanti, avanti! (Musik: Erwin Halletz, Text: Hans Bradtke)
- Du bist der Stern (Musik: Erwin Halletz, Text: Hans Bradtke)
- Ein echter Italiano (Musik und Text: Victor de Gelmini, Walter Brandin)

## Kritik
Das Lexikon des internationalen Films nannte den Film eine „weithin vergnügliche musikalische Posse“.